# ليف مي
ليڤ ألكسندروفيتش مي (بالروسية: Бори́с Никола́евич Алма́зов)‏؛ ولد في 25 فبراير 1822، في موسكو، وتوفي في 28 مايو 1862، بسانت بطرسبرغ، الإمبراطورية الروسية، هو شاعر ومترجم وكاتب مسرحي روسي يعد أحد أدباء الإمبراطورية الروسية.

## سيرته الشخصية
ولد مي في 13/25 فبراير 1822 في موسكو. كان والده ضابطًا ألمانيًا أصيب في معركة بورودينو ومات شابًا. بينما كانت والدته روسية الأصل. أكمل مي دراسته في محافظة موسكو عام 1841 وعمل في مكتب المحافظ لمدة 10 سنوات. أصبح جزءًا من فريق العمل الشبان بمجلة «موسكفيتيانين» (الموسكوفي) التي رأس تحريرها ميخائيل بوغودين. درّس مي في المدرسة الثانوية لبعض الوقت، لكنه اضطر إلى التقاعد نتيجة خلافات مع زملائه. ثم انتقل إلى سانت بطرسبرغ، حيث نَشط في الأعمال الأدبية. خلال هذه الفترة ساهم في المجلات الروسية الرائدة، بما في ذلك بيبليوتيكا دليا شتينيا وأوتشيستيفيني زابيسكي وسين أوتشيستفا وروسكوي سلوفو وروسكي مير وسفيتوش.
كتب مي عدة أعمال مسرحية تاريخية مثل: عروس القيصر (1849)، سيرفيليا (1854) وخادمة بسكوف (1859) والتي استخدمها الملحن ريمسكي كورساكوف لاحقًا كأساس للأوبرا خاصته.
عاش مي حياة بوهيمية مشتتة، أدى إدمانه الكبير للكحول، إلى وفاته المبكرة في 16/28 مايو 1862.

## حياته الشخصية
تزوج مي من صوفيا غريغوريفنا (ولدت باسم بوليانسكايا، 1821-1889) وهي ابنة أحد مالكي الأراضي في تولا. ولم ينجبا أي أطفال.

## وصلات خارجية
- ليڤ مي - المكتبة الروسية
- قصائد ليڤ ألكسندروفيتش مي.